# Checkpoint 303
Pour les articles homonymes, voir Checkpoint.
Checkpoint 303 est un collectif musical à but non lucratif né de la scène underground électronique émergente dans le monde arabe et au Moyen-Orient.
Ce projet musical activiste, lancé par le Tunisien SC Mocha et le Palestinien SC Yosh en 2004, occupe une position d'avant-garde sur la scène musicale underground arabe. L'aspect non commercial de ce project est une dimension fondamentale du travail du groupe ; il laisse en effet l'espace à la créativité et donne la liberté d'exprimer des opinions militantes.
Les compositions de Checkpoint 303 sont inspirées par le conflit au Moyen-Orient et la souffrance des populations de la région.

## Origine
Le nom « Checkpoint 303 » est inspiré du checkpoint de Bethléem, Checkpoint 300, l'un des nombreux checkpoints israéliens qui restreignent et contrôlent le passage entre les zones autonomes palestiniennes et Israël. L'un des membres fondateurs du groupe vit à Bethléem et y réalise des enregistrements sur le terrain.

## Style
Les arrangements de Checkpoint 303 sont ancrés dans l'electronica et la musique expérimentale, avec des touches d'airs orientaux. Les compositions sont un mélange d'enregistrements sur le terrain, de samples de sons, de oud et de clefs enracinées dans des loops de rythmes électroniques qui vont du downtempo et du drum and bass au breakbeat et à la techno minimale.

## Discographie et concerts
Le premier album du collectif, Checkpoint Tunes, est sorti fin 2007. Cependant, les compositions sont toutes disponibles à travers une licence Creative Commons. Les concerts de Checkpoint 303 comprennent aussi des DJ sets, tels que ceux effectués en première partie de Massive Attack, dans une série de concerts à but caritatif organisés en février 2007 à la Carling Academy de Birmingham et de Brixton au Royaume-Uni.

## Couverture médiatique

### Presse écrite
Le Monde diplomatique publie en décembre 2006 un article intitulé Hip-hop palestinien où Checkpoint 303 est cité dans la même veine que d'autres artistes palestiniens tels Kamilya Jubran, Le Trio Joubran et le groupe de hip-hop DAM.
Un article publié en février 2007 dans La Presse parle du concept et de la musique de Checkpoint 303, ainsi que des concerts en première partie de Massive Attack ; The Independent, dans un article intitulé Massive Attack, Academy, Birmingham, mentionne brièvement leur performance en première partie de Massive Attack. Dans un autre article publié le 18 avril de la même année, Le Monde décrit la musique et la démarche artistique et militante de Checkpoint 303. Une chronique sur le groupe est également présentée au cours de l'émission Et pourtant elle tourne sur France Inter le 27 avril.
En novembre 2012, le trimestriel RUKH sur le nouveau monde arabe leur donne la parole ainsi qu'à la libanaise Yasmine Hamdan et au groupe Al Yaman pour partager leur ressenti sur la scène musicale émergente de la région.

### Radios
Les titres de Checkpoint 303 sont passées sur plusieurs stations FM et sur Internet. Parmi elles, la station néo-zélandaise RDU a sélectionné Checkpoint 303 comme un exemple de breakbeat tunisien dans une spéciale « coupe du monde » de son émission The Joint. Checkpoint 303 est aussi passé sur des stations de divers autres pays, allant de petites stations alternatives américaines (The Peace Train dans l'Arkansas) et associatives européennes (Radio Pimienta à Tenerife ou Radio Charpennes Tonkin à Lyon, la webradio de création Phaune Radio) à une station privée tunisienne (Jawhara FM).

### Médias électroniques
Checkpoint 303 fait aussi l'objet d'autres articles, comme dans Electronic Intifada, où leur approche militante et musicale innovative est étudiée et fait l'objet d'une critique de sa performance en première partie de Massive Attack, ou dans Mag125 (magazine en ligne tunisien) où une interview du groupe est publiée le 22 mars 2007.